# Полякова, Софья Александровна
Софья Александровна Полякова — советский хозяйственный, государственный и политический деятель, Герой Социалистического Труда.

## Биография
Родилась в 1894 году в Костромской губернии. Член КПСС.
С 1910 года — на хозяйственной, общественной и политической работе. В 1910—1956 гг. — крестьянка, работница полеводческой бригады колхоза «12-й Октябрь», доярка колхоза «12-й Октябрь» Костромского района Костромской области.
Указом Президиума Верховного Совета СССР от 16 августа 1950 года присвоено звание Героя Социалистического Труда с вручением ордена Ленина и золотой медали «Серп и Молот».
Умерла после 1956 года.